# Hunyada hunyada
Hunyada hunyada är en fjärilsart som beskrevs av Swinhoe 1903. Hunyada hunyada ingår i släktet Hunyada och familjen tandspinnare. Inga underarter finns listade i Catalogue of Life.